# Januar 2007
Dogodki v januarju 2007.

## Arhivirane novice
| januar 2007 |
| - Bolgarija in Romunija sta postali 26. in 27. članica Evropske unije. (RTVSLO) - V Sloveniji je bil uradno uveden evro in v obtok so prišli slovenski evrokovanci. Do 14. januarja bo veljalo obdobje dvojnega obtoka, ko bo še vedno mogoče plačevati tudi s tolarji. Na bankah bo brezplačna menjava tolarjev v evre mogoča vse do 1. marca, zatem pa le v Banki Slovenije. (RTVSLO) - Na Gorenjskem je bil ob 16.00 po navedbah Regijskega centra za obveščanje v Kranju potres z magnitudo 3.8 po Rihterjevi lestvici. Epicenter potresa je bil 12 km severovzhodno od Jesenic, na meji z Avstrijo. (RTVSLO) - Po dolgotrajni bolezni je umrl Primož Lorenz, slovenski pianist, pedagog in idejni vodja društva Imago Sloveniae. (RTVSLO) - Matjaž Kek je postal novi selektor slovenske nogometne reprezentance in tako na tem položaju nasledil Branka Oblaka. (SiOL Sportal) - V somalijski prestolnici Mogadiš so uporniki napadli etiopske sile, ki podpirajo začasno somalijsko vlado (RTV Slovenija). - Varšavski nadškof Stanislaw Wielgus, ki je priznal, da je sodeloval s tajno policijo, je pred nedeljsko mašo odstopil (RTVSLO). - Ameriški predsednik George Bush je v svojem govoru priznal napake v Iraku, a napovedal tudi odločnejši boj in napotitev 21.500 novih vojakov (RTV Slovenija). - Končalo se je obdobje dvojnega obtoka slovenskega tolarja in evra. (Evro.si) - V ljubljanskem Cankarjevem domu je potekala slovesnost Dobrodošlica evru. (RTVSLO) - Rok Flander je na deskarskem svetovnem prvenstvu v Švici postal svetovni prvak v paralelnem veleslalomu. (rtvslo.si) - Nemec Hans-Gert Pöttering je v skladu z dogovorom na položaju predsednika Evropskega parlamenta nasledil Katalonca Josepa Borrella. (RTVSLO) - V Hamburgu je pri 90 letih starosti umrl eden najbogatejših Nemcev, Rudolf August Oetker, vnuk ustanovitelja podjetja Dr. Oetker. - V večjem delu Evrope je divjal orkan Kyrill in ob več milijardah evrov gmotne škode terjal tudi najmanj 45 smrtnih žrtev. V Sloveniji zaradi zaščite alpske pregrade ni povzročil večje škode. (RTVSLO) - Rok Urbanc je zmagovalec tekme svetovnega pokala v smučarskih skokih v Poljskih Zakopanah po le eni izvedeni seriji. Na tekmi je grdo padel češki skakalec Jan Mazoch, katerega stanje je trenutno še vedno zelo resno. (RTVSLO) - Slovenska rokometna reprezentanca je na Svetovnem prvenstvu v rokometu Nemčija 2007 pričakovano premagala Grenlandijo. (RTVSLO) - V pariški vojaški bolnišnici Val-de-Grâce je umrl duhovnik Abbé Pierre, ustanovtelj dobrodelne organizacije Emmaüs za pomoč revnim in brezdomcem. (Wikinews) - Finec Ari-Pekka Nikkola je na mestu glavnega trenerja slovenske skakalne reprezentance zamenjal Vasjo Bajca, ki je odstopil. (RTVSLO) - Union Olimpija je v zadnji domači tekmi prvega dela Evrolige premagala evropskega podprvaka, izraelski Maccabi. Tekmo je ob izenačenem izidu s košem v predzadnji sekundi odločil Finec Teemu Rannikko. (RTVSLO) - Francoz Michel Platini je novi predsednik Evropske nogometne zveze. (RTVSLO) - Podjetje Microsoft je začelo s prodajo operacijskega sistema Windows Vista. (RTVSLO) |